# Butomus umbellatus
Espèce
Classification phylogénétique
Statut de conservation UICN

 LC  : Préoccupation mineure
Butomus umbellatus, le Jonc fleuri, encore appelé Butome à ombelle au Canada ou Butome en ombelle en Europe, est une espèce de plantes à fleurs de la famille des Butomacées. C'est une plante aquatique herbacée vivace originaire d'Eurasie. Elle vit dans les marais et autres lieux humides des zones tempérées. La plante est parfois appelée Carélé.

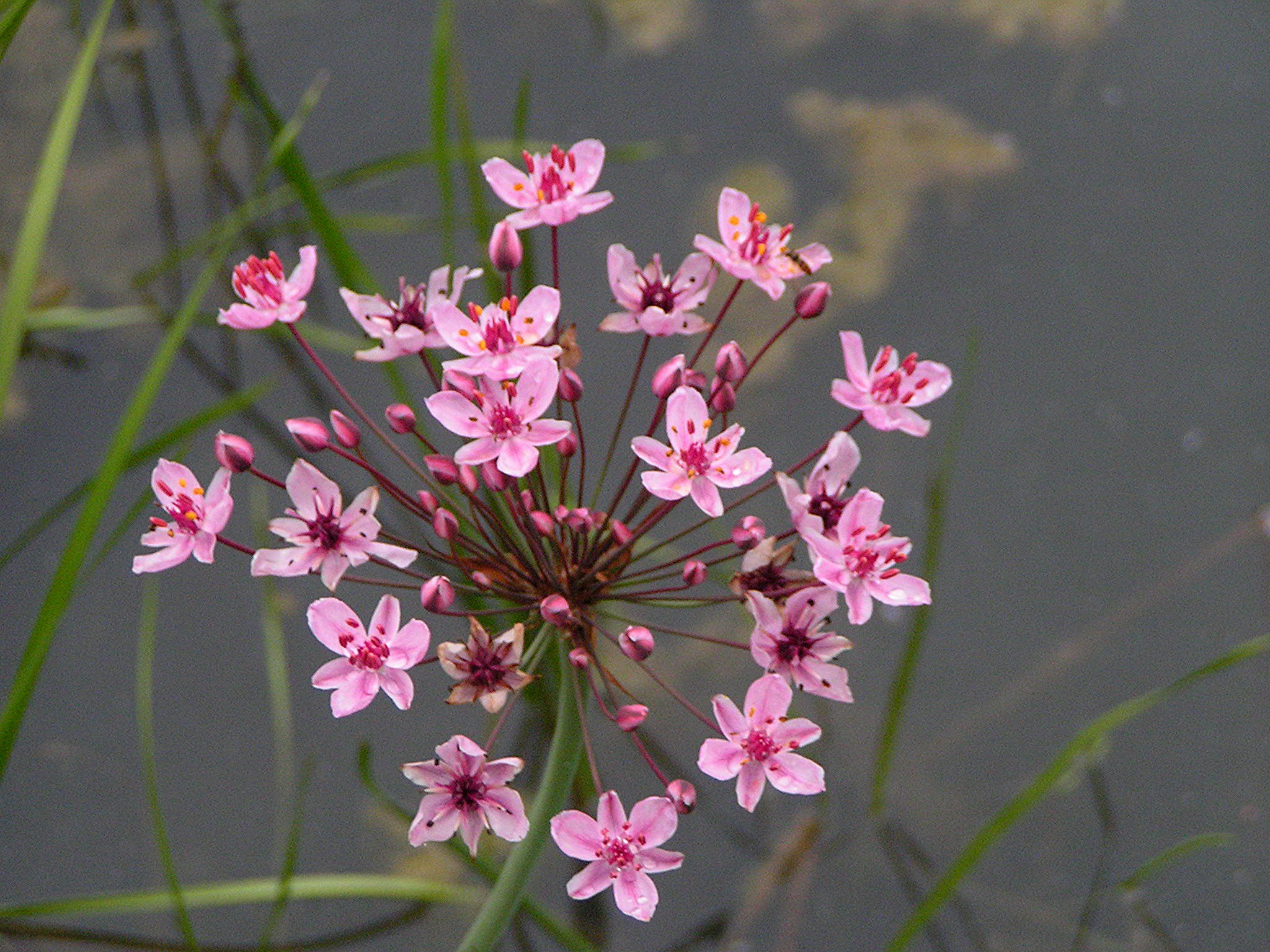
Inflorescence.
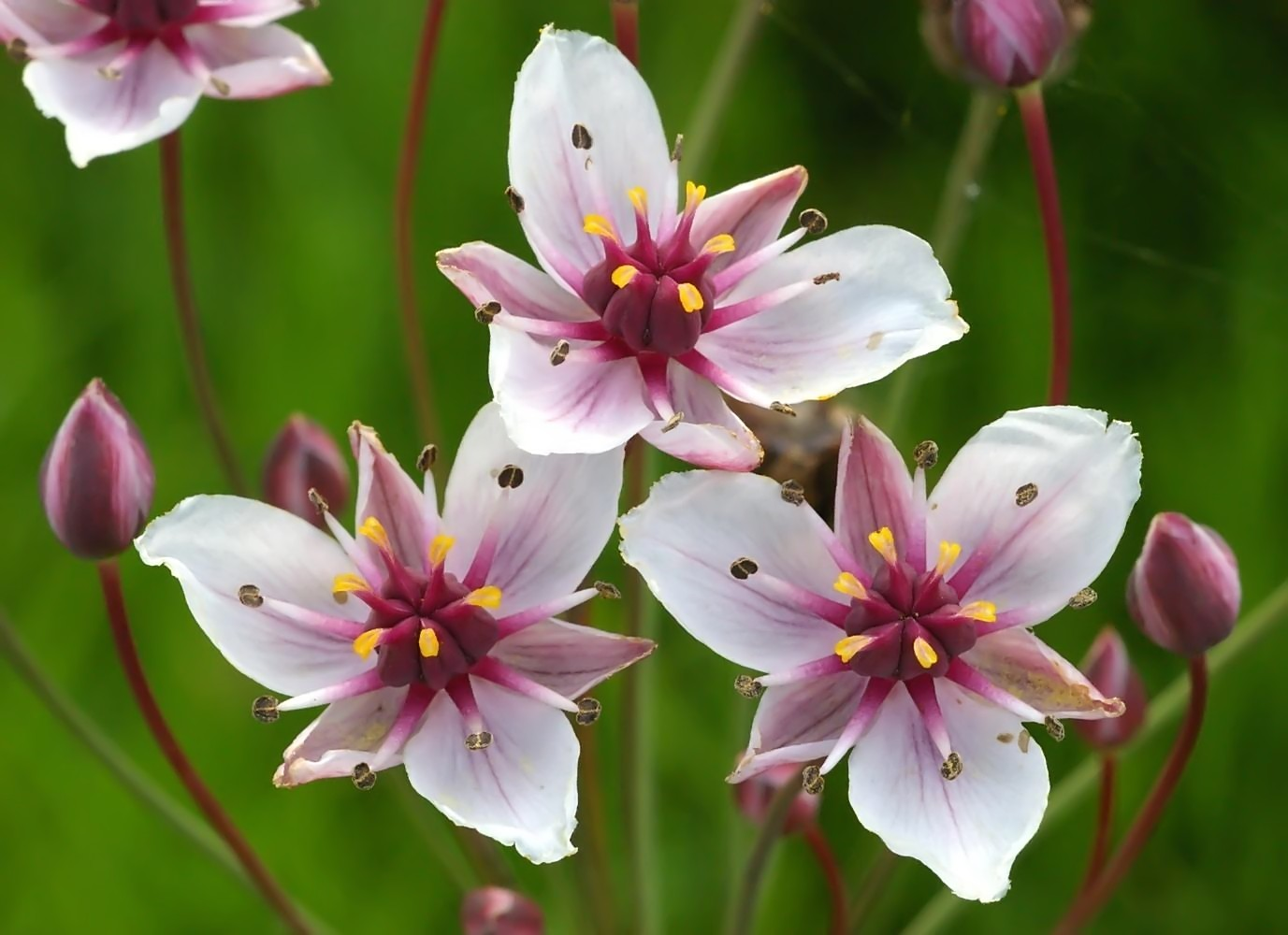
Détail de l'inflorescence.
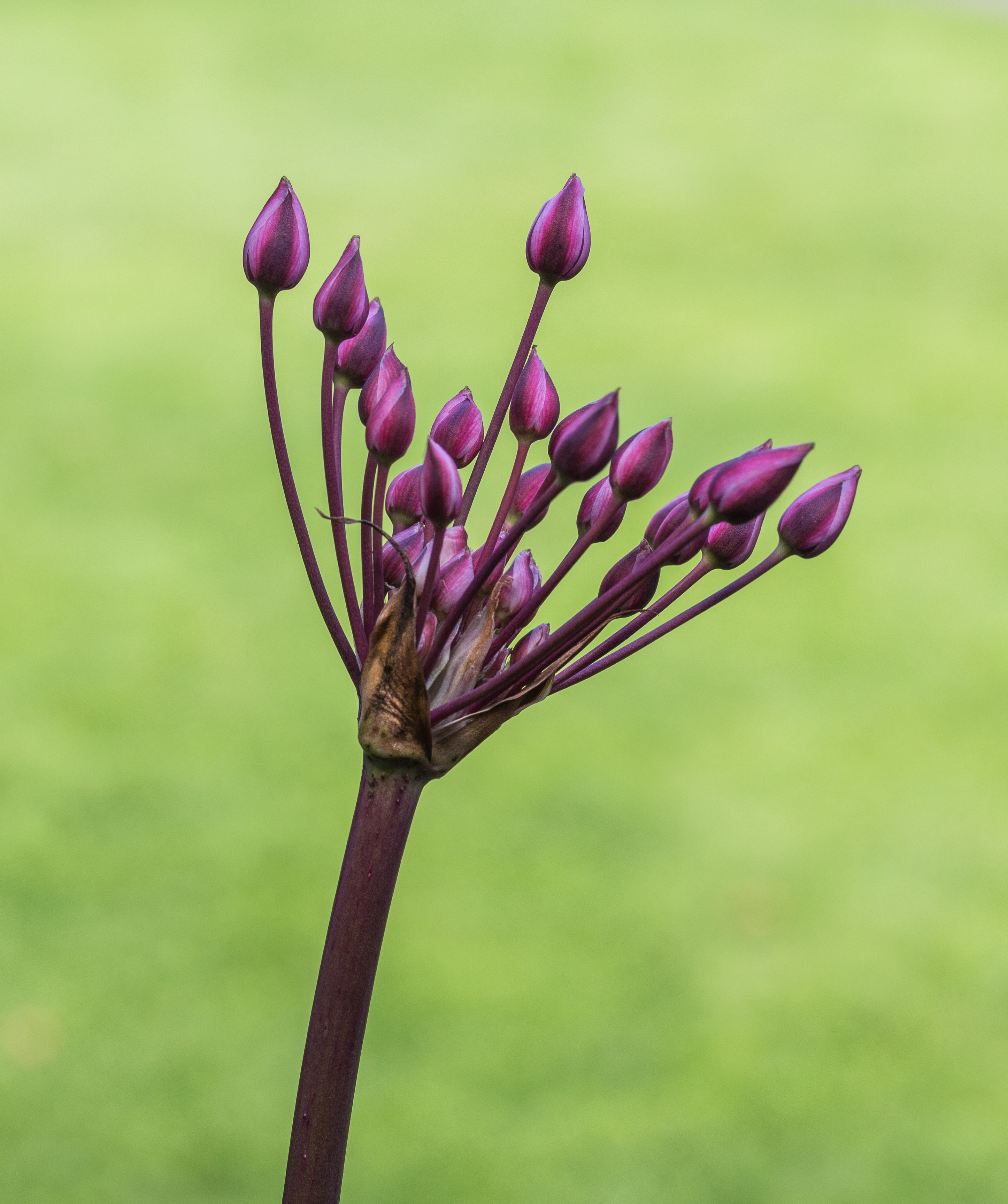
Boutons de fleurs.

## Description
Les feuilles sont linéaires, les fleurs roses disposées en ombelles ; la plante atteint 1 m à 1,5 m de hauteur.

## Étymologie
Le mot butome dérive du bas latin butomos, -i qui est lui-même la transcription du mot grec βούτομος (de bous, « bœuf » et temno, « couper ») qui signifie littéralement, d'après Anatole Bailly, « qui coupe la langue des bœufs » en raison du caractère coupant des feuilles de ce jonc fleuri.

## Caractéristiques
Organes reproducteurs
- Couleur dominante des fleurs : rose
- Période de floraison : juillet-septembre
- Inflorescence : ombelle simple
- Sexualité : hermaphrodite

Graine
- Fruit : follicule
- Dissémination : hydrochore

Habitat et répartition
- Habitat type : roselières médioeuropéennes pionnières, berges de rivières et fossés
- Aire de répartition : eurasiatique méridional

Données d'après: Julve, Ph., 1998 ff. - Baseflor. Index botanique, écologique et chorologique de la flore de France. Version : 23 avril 2004. 

## Statuts de protection, menaces
L'espèce est évaluée comme non préoccupante aux échelons mondial, européen et français.
En France, l'espèce est considérée en danger (EN) en Rhône-Alpes ;  vulnérable (VU) en Midi-Pyrénées, Ile de France et Provence-Alpes-Côte d’Azur ; quasi menacée (NT), proche du seuil des espèces menacées ou qui pourraient l'être si des mesures de conservation spécifiques n'étaient pas prises, en Aquitaine, Haute-Normandie, Basse-Normandie, Bretagne et Auvergne.
Le Jonc fleuri est protégé dans plusieurs régions de France, dont le Nord - Pas-de-Calais, Bourgogne, Alsace, Franche-Comté, Aquitaine, Midi-Pyrénées et Rhône-Alpes (Article 1).
Il l'est également en Algérie.
Il est considéré comme une espèce envahissante en Amérique du Nord où il a été introduit en 1897.

## Usages alimentaires
Selon l'ethnobotaniste François Couplan (2009), son rhizome charnu pourrait être mangé cru (mais il est très mucilagineux), il pouvait être consommé cuit ; attention l'espèce est protégée sur une partie de son aire de répartition. Il a été consommé en Asie et en Europe (ex : Norvège et en Bosnie où il était récemment consommé en bouillies et galettes).